# 己卯士禍
己卯士禍（きぼうしか、キミョサファ）は、李氏朝鮮中期の1519年（中宗14）に、士林派のリーダー的存在であった趙光祖（チョ・グァンジョ）を中心とする急進的な若手官僚の多くが、保守的な勲旧派の中宗への上疏によって失脚させられた事件。発生した年の干支をとって「己卯士禍」と呼ばれ、この時犠牲となった儒臣たちは、のちに「己卯名賢」と呼ばれるようになった。

## 事件の背景
1506年に、異母兄・燕山君の暴政に対する政変（中宗反正　別名：朴元宗の乱）によって国王となった中宗は、即位の当初は反正の功臣勢力によって押さえこまれて、政治の主導権を発揮できずにいたが、1510年（中宗5）に反正の第一功労者であった勲旧派の朴元宗が死去してからは、功臣勢力を牽制するために、燕山君時代の士禍をくぐり抜けた地方出身の若手士林派を登用して、自らも父成宗にならって、新旧勢力の均衡の上に立った理想政治を目指すようになった。
そんなときに、中宗の前に現われたのが趙光祖であった。趙光祖は、1510年に進士に及第して成均館に入り、その豊かな学識と厳格で清廉な人柄で、若くして尊敬を集めていた。中宗は趙光祖の評判を聞いて引見し、ひと目で魅了された。中宗の厚い信任をえた趙光祖は、短期間に司憲府の大司憲にまで登用され、1515年（中宗10）から1519年（中宗14）までの4年間に、勲臣派や保守勢力の反対を押し切りながら、彼の信望者とともに「道学政治」を理想とする数々の急進的な改革を実践していった。

## 事件の経過
趙光祖は中宗の信任をもとに、1517年（中宗12）の「昭格署（道教の祭祀を行なう部署）の廃止」や「郷約の普及」をはじめ、保守勢力に対する本格的な改革を断行し、1519年（中宗14）には｢賢良科（科挙によらない人材の推薦制度）」を実施して、勲旧派の強い抵抗を招くことになった。
事件の直接の原因となったのは、「偽勲削除事件」と呼ばれるもので、この年の秋、趙光祖らは「反正功臣の人数が多すぎるので、そのうち76名の資格を剥奪すべきだ」と国王に訴え出た。偽勲問題を通して、改革の対象が勲旧派の核心部分に及ぶようになると、危機感を覚えた南袞・沈貞・洪景舟らの勲旧派は、中宗の心理を読み取りながら、趙光祖一派の朋党政治の害をくり返し上疏し、また後宮を利用して、宮中の桑の葉に「走肖為王」（趙光祖が王になろうとしている）といった工作をして、中宗の心を趙光祖から引きはなすことに努めた。実際、中宗自身も経筵の席で趙光祖が長々と「道学政治」の理想を語り、中宗に君主としての聖人統治の実践を求めるなど、その妥協のない政治姿勢を疎ましく思うようになっていた。
1519年11月、国王に直訴するため趙光祖らが座り込みを始めると、勲臣派の讒言により中宗は趙光祖一派を断罪する決意を固めて、趙光祖・金浄・金湜・金絿らの投獄を命じた。事件が発覚すると、成均館の儒生ら1千人が光化門前に集まって、趙光祖らの無実を訴えたが、かえって事件をのっぴきならない状況にして、士林派への処分を早めることになった。
主導権を掌握した勲旧派は、趙光祖を綾城（のちの綾州）に流刑に処した後、穏健派の反対を押し切って、1ヵ月後に趙光祖を賜死した。死に臨んだ趙光祖は、いささかの疑念もなく王への忠誠心と憂国の情を辞世の詩に残した。38歳であった。事件に連座して、多くの士林派が流刑や免職となり、中宗の時代を通じて、その政治行動を厳しく規制された。

## 事件の影響
｢己卯士禍」は、文字通り、士林派の思想と政治的実践それ自体が問われた士禍であって、士林派に対する影響も広範かつ深刻なものがあった。
改革失敗の原因は、いくつか考えられるが、当時の政治体制がまだ十分に成熟しておらず、郷約の実施の際に見られるように、上からの改革を受け入れる土壌が地方にまだ備わっていなかったこと、趙光祖の政治思想そのものが経学一辺倒の窮屈なもので、十分深められたものでなかったこと、中宗自身の君主としての政治的能力が、前代の世宗や成宗には遠く及ばなかったことなどがあげられよう。
趙光祖の急進的な改革は、支援者であった中宗の離反と「己卯士禍｣による士林派への弾圧によって挫折したが、彼の理想主義的な道学政治の主張は後代に大きな教訓と影響を与え、次世代のふたりの巨儒（李滉と李珥）によって、性理学の学問としての進化発展が見られた。
特に、宣祖の時代になって、士林派が政治の中枢を掌握するようになるとともに、趙光祖の思想とその実践は高く評価され、師・金宏弼とともに、朝鮮性理学の正統な継承者として尊敬され、祀られるようになった。